# جويل إكستراند
جويل إكستراند (بالسويدية: Joel Ekstrand) مواليد 4 فبراير 1989 في لوند، هو لاعب كرة قدم سويدي يلعب مع نادي واتفورد كمدافع. مثّل منتخب السويد لكرة القدم.

## مرحلة الشباب

### أندية لعب لها
- نادي هلسينغبورغ

## المسيرة الاحترافية

### أندية لعب لها
- نادي هلسينغبورغ
- نادي أودينيزي
- نادي واتفورد

## روابط خارجية
- جويل إكستراند على موقع قاعدة بيانات كرة القدم.إي يو (الإنجليزية)
- جويل إكستراند على موقع ناشيونال فوتبول تيمز (الإنجليزية)
- جويل إكستراند على موقع Soccerbase.com (لاعب) (الإنجليزية)
- جويل إكستراند على موقع Soccerway.com (الإنجليزية)
- جويل إكستراند على موقع عالم كرة القدم.نت (الإنجليزية)
- جويل إكستراند على موقع AS.com (الإسبانية)